# Bryan Lundquist
Bryan Jackson Lundquist né le 30 mai 1985 à Jacksonville (Floride) est un nageur américain. Spécialiste de la nage libre, il a obtenu le titre mondial en bassin de 25 mètres en 2008 du relais 4 × 100 m nage libre, battant le record du monde avec Ryan Lochte, Nathan Adrian et Doug Van Wie.

## Palmarès

### Championnats du monde

#### Petit bassin
- Championnats du monde 2008 à Manchester ( Royaume-Uni) :
  -  Médaille d'or du relais 4 × 100 m nage libre.
  -  Médaille d'argent du relais 4 × 100 m quatre nages[1].